# Het Theaterfestival
Het Theaterfestival is in 1987 opgericht door Arthur Sonnen en was een tot 2005 jaarlijks theaterfestival waarbij aan het einde van de zomervakantie een Vlaams-Nederlandse presentatie werd gegeven van een selectie opmerkelijke voorstellingen van het voorbije seizoen. De selectie werd gemaakt door een jury van Nederlandse en Vlaamse journalisten. Bij hun keuze was het enige criterium: "de bijdrage die deze voorstellingen aan de artistieke ontwikkeling van het toneel leveren". Op het festival werd ook de Grote Theaterfestivalprijs uitgereikt aan "de meest belangwekkende voorstelling van het afgelopen seizoen" (tot 1995 heette die prijs de Dommelsch Theaterprijs).
Sinds 2006 bestaat er een afzonderlijk Nederlands (Het Nederlands Theater Festival of TF in Amsterdam) en Vlaams luik (Het TheaterFestival, afwisselend in Brussel en Antwerpen). 

## 1987
In Amsterdam (Stadsschouwburg), van 28 augustus t.e.m. 11 september 1987.
Winnaar:
Selectie:
- De Getemde Feeks van Dirk Tanghe, Theater Malpertuis
- Need to know, Needcompany
- De Kersentuin, Artikelen & Projekten
- Hamlet, Publiekstheater
- ... Voss, Maatschappij Discordia
- ... De 1001 nachtmerrie, Tie 3
- Who's afraid of Virginia Woolf? Le Diable au Corps, NV Kunstzaken
- Moeder Courage en haar kinderen, Toneelgroep Baal

## 1988
Winnaar: Romeo en Julia van Dirk Tanghe / Koninklijke Vlaamse Schouwburg

## 1989
Winnaar: Nachtwake, Het Zuidelijk Toneel / Blauwe Maandag Compagnie

## 1990
Winnaar: Strange Interlude, Blauwe Maandag Compagnie / Noordelijk Theater De Voorziening

## 1991
Winnaar: Café Lehmitz, Carver / Onafhankelijk Toneel

## 1992
Winnaar: Stuk zonder titel (Platonov), Onafhankelijk Toneel

## 1993
Winnaar: Friedrichswald en OVERGEWICHT, onbelangrijk: VORMELOOS, De Trust
Selectie:
- Bataille/Bataille van Franz Marijnen bij het Noord Nederlands Toneel

## 1994
Winnaar: Joko, Blauwe Maandag Compagnie

## 1995
In Gent en Amsterdam.
Winnaar: Who's afraid of Virginia Woolf van Dirk Tanghe / Malpertuis

## 1996
Winnaar: Caligula van Ivo Van Hove / Het Zuidelijk Toneel

## 1997
Winnaar: Twee stemmen, Johan Simons / ZT Hollandia

## 1998
Winnaar: Hamlet, De Theatercompagnie

## 1999
Winnaar: My dinner with Andre van STAN en De Koe.

## 2000
Van 24 augustus tot 2 september in Antwerpen (deSingel en Monty).
In Nederland op tournee: Amsterdam, Utrecht, Amersfoort en Groningen.
Jury onder leiding van voorzitter Carel Alphenaar.
Winnaar: De Cid, Toneelgroep Amsterdam
Selectie:
- Platonov van 't Barre Land (Utrecht),
- Bêt noir van Jan Decorte / De Onderneming (Brussel/Antwerpen),
- Maria Stuart van de Roovers (Antwerpen),
- Diep in het bos van Eric De Volder / Het muziek Lod (Gent),
- King Lear van Jan Lauwers / Needcompany (Brussel),
- Cleansed/Crave van Franz Marijnen en Paul Peyskens / Koninklijke Vlaamse Schouwburg (Brussel),
- De Cid van Gerardjan Rijnders / Toneelgroep Amsterdam,
- Allemaal lndiaan van Arne Sierens en Alain Platel / Victoria & Les Ballets C de la B (Gent),
- Reigen van Dirk Tanghe / De Paardenkathedraal (Utrecht),
- India Song van Ivo van Hove / Het Zuidelijk Toneel (Eindhoven)
- De dame met de camelia's, opnieuw van Van Hove bij Het Zuidelijk Toneel.

## 2001
Winnaar: Übung van Josse De Pauw

## 2002
In Brussel en Amsterdam.
Winnaar: Ola Pola Potloodgat van Pascale Platel en Randi De Vlieghe/BRONKS

## 2003
Winnaar: Vraagzucht van tg STAN

## 2004
Winnaar: Achter 't eten van Eric De Volder

## 2005
In Brussel en Amsterdam. Curator: Cis Bierinckx
Winnaar:
Selectie:
- Kruistochten (Toneelgroep Amsterdam, regie: Ivo van Hove)
- Bezonken rood (Het Toneelhuis & RO Theater, regie Guy Cassiers)
- Galapagos (Abattoir Fermé, tekst & regie Stef Lernous)
- Zeg het maar. Of heb je liever dat wij het zeggen? (Het Net, regie Josse De Pauw)
- De Kamer van Isabella (Jan Lauwers & Needcompany)
- 4.48 Psychose (Het Zuidelijk Toneel, regie Olivier Provily)
- Brand (Toneelgroep Ceremonia, regie Eric De Volder)
- Dragelijk NTGent & Schauspielhaus Zürich, regie Johan Simons)
- FORGERIES, LOVE AND OTHER MATTERS (Damaged Goods/par b.l.eux, choreografie Meg Stuart en Benoît Lachambre)

Extra: Abigail’s party (Tristero)